# Czernie (Białoruś)
Czernie (biał. Чэрні, ros. Черни, Czerni) – wieś (agromiasteczko) w obwodzie brzeskim, w rejonie brzeskim, w sielsowiecie Czernie na Białorusi.

## Geografia
Miejscowość położona na północny wschód od Brześcia, odległego o ok. 1-3 km. Ponadto sąsiaduje z wsiami Berdycze, Sielachy i Bratyłowo. Niedaleko od wsi biegnie droga M1, część trasy europejskiej E30.

## Historia
Pierwsza wzmianka o miejscowości pochodzi z XVI wieku. Znajdowała się ona w powiecie brzeskim Wielkiego Księstwa Litewskiego i Rzeczypospolitej Obojga Narodów.
Właścicielem wsi był m.in. Fedor Massalski.
Po III rozbiorze (1795) miejscowość znalazła się w zaborze rosyjskim.
W XIX/XX wieku Czernie znajdowały się w gminie Kosicze w powiecie brzeskim guberni grodzieńskiej. Wieś oddalona była wówczas od Brześcia o 7 wiorst, liczyła 8 domów i 114 mieszkańców, należała do szlacheckiej rodziny Jagminów. W 1877 r. wzniesiono w Czerniach drewnianą cerkiew, przy której od 1886 r. funkcjonowała szkoła, najpierw jako przycerkiewna, a od 1889 jako szkoła początkowa.
W okresie międzywojennym istniała wieś Czernie (Czernie I) i kolonia Czernie (Czernie II). Czernie I stały się siedzibą gminy Kosicze w powiecie brzeskim województwa poleskiego II RP.
Po II wojnie światowej w granicach Białoruskiej SRR i od 1991 r. w niepodległej Białorusi.

## Współczesność
Obecnie w Czerniach funkcjonuje muzeum, szkoła średnia, ambulatorium, rejonowy dom kultury, a także nowa murowana parafialna cerkiew prawosławna św. Jana Teologa.